# Дахнович
Дахнович (рум. Dahnovici) — село в Хынчештском районе Молдавии. Наряду с сёлами Бобейка и Драгушены входит в состав коммуны Бобейка.

## География
Село расположено на высоте 201 метров над уровнем моря.

## Население
По данным переписи населения 2004 года, в селе Дахнович проживает 1157 человек (575 мужчин, 582 женщины).
Этнический состав села:
| Национальность | Число жителей | Процентный состав |
| -------------- | ------------- | ----------------- |
| молдаване      | 1153          | 99.65             |
| русские        | 2             | 0.17              |
| украинцы       | 1             | 0.09              |
| гагаузы        | 1             | 0.09              |
| Всего          | 1157          | 100%              |